# Sol Kerzner
Sol Kerzner (Durban, Unión Sudafricana  23 de agosto de 1935-Ciudad del Cabo, Sudáfrica, 21 de marzo de 2020) fue un empresario sudafricano.

## Biografía
Hijo de inmigrantes rusos de origen judío, nació en Durban en 1935, fue el menor de los cuatro hermanos, siendo el único hijo varón. Tocó en la orquesta sinfónica de Johannesburgo cuando tenía doce años, aprendió boxeo como medio de defensa en el barrio suburbio de Bez Valley donde residía, la práctica del boxeo la conservó en su edad adulta. Se graduó en economía en la Universidad de Witwatersrand en 1962. Fue campeón de peso wélter en boxeo del equipo universitario.
Adquirió un pequeño establecimiento hotelero en Durban e inició un proyecto de construcción de un hotel de alta gama en Sudáfrica, asociado con la South African Breweries crearon la red hotelera South African Breweries que en 1983 tenía treinta hoteles de lujo.
En 1975 emprendió el proyecto de construcción del Sun City que a lo largo de diez años construyó una serie de cuatro complejos hoteleros con diferentes servicios de ocio de alta gama. Fue el creador del complejo de residencias de lujo One & Only Resorts con sedes en México, Islas Mauricio, Dubái, Islas Maldivas y Sudáfrica.
La polémica saltó tras las acusaciones vertidas sobre una donación de varios millones de dólares para la financiación de la campaña electoral del ANC en 1994 y conocerse que el ministro de deportes del gobierno Steve Tshwete se habría alojado de forma gratuita en los hoteles del complejo. Entre otros también habría abonado las facturas de los gastos del cumpleaños de Thabo Mbeki. En una reunión posterior Holomisa indicó que había mantenido una reunión con Mandela en el hotel Carlton de Johannesburgo para valorar la posibilidad de anular los cargo de soborno contra Kerzner. Mandela admitió que el ANC había recibido 2 millones de dólares por asuntos diferentes, Kerzner admitió haber realizado una donación por un importe de 50 millones de dólares. En 1996 Bantú Holomisa fue expulsado del ANC por el cobro de dicho soborno pagado por Kerzner a George Matanzima gobernante de Transkei  por los derechos de los juegos de azar.
En el año 2009 se inauguró el único complejo y un hotel en Ciudad del Cabo, el One&Only y el  V&A Waterfrontde. Su consorcio se desarrolla principalmente gracias a la Sun City y a la Atlantis Paradise Island de Bahamas, en esta última ciudad se ubica el centro de su empresa Sun International. Otros de los complejos hoteleros son Atlantis Paradise Island y Hotel Atlantis. El valor de Kerzner International Holdings se estimó en 2006 en 3.8 bn millones de dólares –un bilión de dólares equivalente a  mil miillones. Se retiró como presidente de la compañía CEO Kerzner Internacional en 2014.

## Vida privada
Casado en cuatro ocasiones, fruto de su primer matrimonio con Maureen Adle tuvo tres hijos Andrea, Beverly y Mace; del segundo matrimonio con Shirley Bestbier tuvo dos hijos más, Brandon y Chantal; Shirley Bestbier se suicidó tras el nacimiento de su segundo hijo. Contrajo matrimonio por tercera vez con la que fuera Miss Mundo en 1974, Anneline Kriel, ambos se divorciaron tas cinco años de matrimonio. Contrajo de nuevo matrimonio en el año 2000 con  la modelo Heather Murphy, se divorciaron en 2011. El 11 de octubre de 2006 su hijo Howard Butch fallecía en un accidente de helicóptero en Sosua, provincia de Puerto Plata, en la  República Dominicana.
Falleció a los ochenta y cuatro años a causa del cáncer que padecía, el 21 de marzo de 2020 en su domicilio de Leeukoppie  en Ciudad del Cabo.